# Antonio Nariño Ortega
Antonio Félix Ignacio Jacinto Nariño Ortega  (Santafé, 21 de junio de 1791- 1848) fue un comerciante y patriota neogranadino, hijo del prócer de la independencia Antonio Nariño. Participó en los eventos independentistas de Cundinamarca durante el siglo XIX.
Estudió en el Colegio de San Bartolomé siguiendo la tradición familiar de los Nariño, fue hijo de Magdalena Ortega Mesa. En 1909 es nombrado como secretario de legación por su padre en Santa Marta. El 31 de agosto de 1813, durante la crisis política en Cundinamarca, participó en el Juramento de Nariño, ceremonia realizada en la Iglesia de San Agustín, en la que su padre y otros patriotas juraron resistir ante las exigencias realistas de Juan Sámano. En la pintura El Juramento de Nariño de Francisco Antonio Cano, que se exhibe en el Museo Nacional de Colombia, es representado sosteniendo la bandera mientras recibe la bendición de los sacerdotes. Luego participaría en las campañas del sur junto a su padre como teniente coronel, hizo parte del segundo batallón en la octava de fusileros.